# 治安站
治安站位于中华人民共和国内蒙古自治区通辽市奈曼旗治安镇，是一个京通线上的铁路车站，建于1980年，目前为四等站，目前客运：办理旅客乘降；行李、包裹托运；货运：办理整车、零担货物发到。